# 遠い雲
『遠い雲』（とおいくも）は、1955年8月31日に日本で公開された映画。

## スタッフ
- 監督・脚本：木下惠介
- 製作：久保光三
- 脚本：松山善三
- 撮影：楠田浩之
- 音楽：木下忠司

## キャスト
- 寺田冬子：高峰秀子
- 寺田俊介：佐田啓二
- 石津幸二郎：高橋貞二
- 石津圭三：田村高廣
- 石津貴恵子：中川弘子
- 母：岡田和子
- お次：市川春代
- 良一：石濱朗
- 野島時子：小林トシ子
- 冬子の姉：井川邦子
- 弥吉：坂本武
- お市：夏川静江
- 寺田惣之助：柳永二郎
- 冬子の子供：植木マリ子
- 北村：三木隆
- 松本：田浦正巳
- 芸者千成：桂木洋子
- 寺田屋の番頭：明石潮